# Blasticorhinus ussuriensis
Blasticorhinus ussuriensis là một loài bướm đêm trong họ Noctuidae.

## Hình ảnh

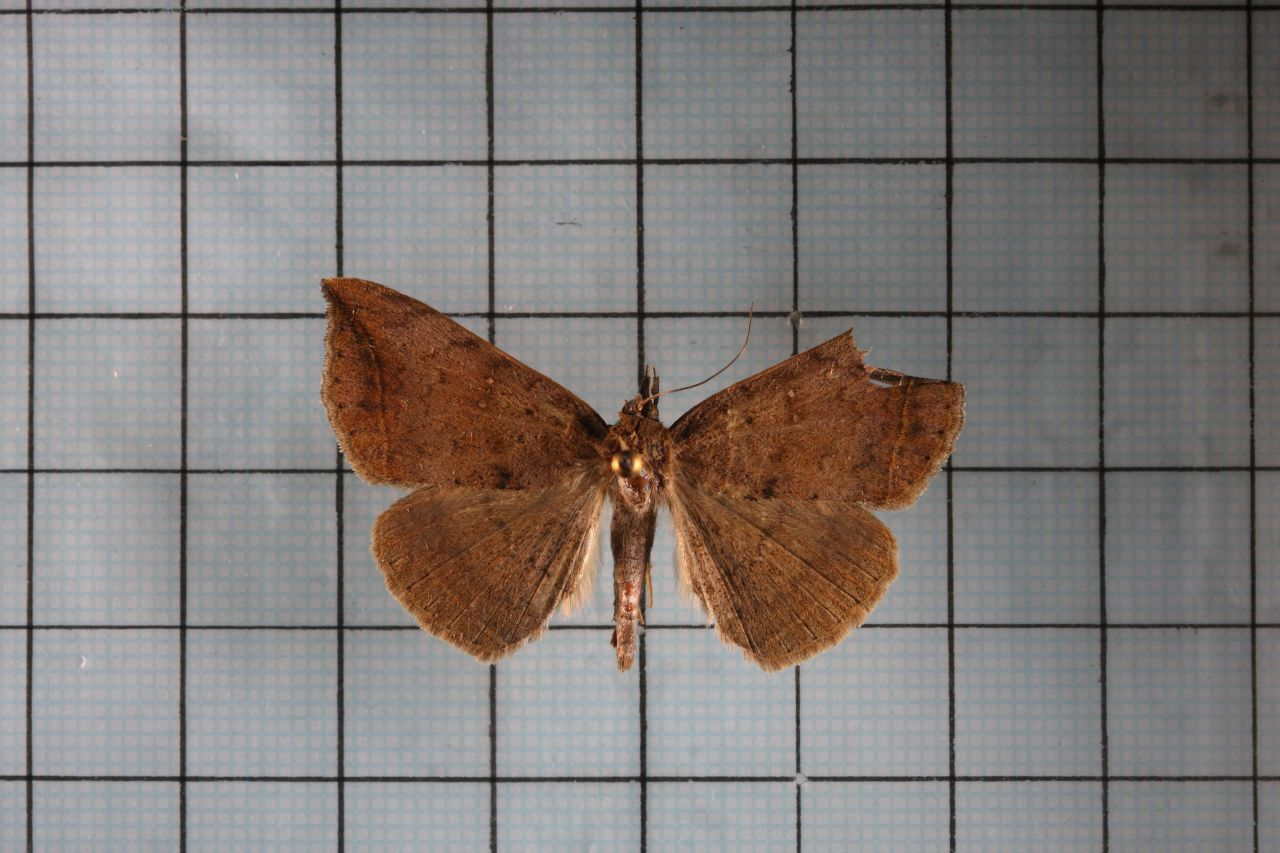
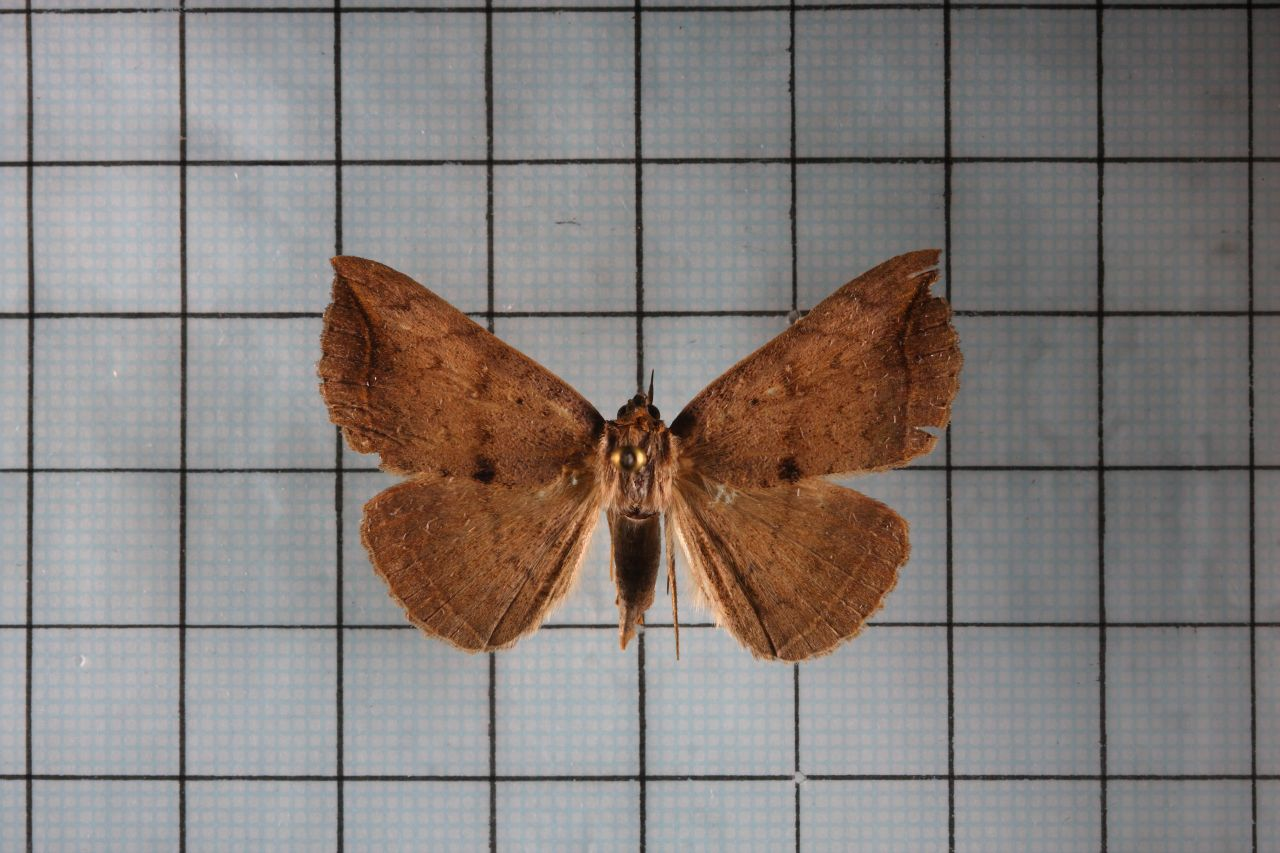